# Lisa Unruh
Lisa Unruh, född den 12 april 1988 i Berlin, är en tysk bågskytt.
Hon tog individuellt OS-silver i samband med de olympiska bågskyttetävlingarna 2016 i Rio de Janeiro. Vid sommarspelen 2020 i Tokyo tog hon en bronsmedalj i lagtävlingen. 2021 tog Unruh silver i damernas lagtävling i recurvebåge vid EM i Antalya.